# Австрия на «Евровидении-1997»
Австрия принимала участие в сорок втором выпуске телевизионного конкурса Евровидение-1997, который состоялся 3 мая в театре Пойнт в Дублине, Ирландия. Страну представляла певица Беттина Сориат с песней One Step («Один шаг»), написанной Марком Берри. По итогам голосования она заняла 21-е место из 25, набрав 12 очков. Этот результат привёл Австрию к вылету из конкурса 1998 года и понижению до статуса «пассивного участника». Поэтому, One Step стала предшественницей австрийской заявки на Евровидение-1999 Reflection в исполнении Бобби Сингер. Конкурс был показан на канале ORF eins с комментариями Эрнста Гриссмана. Глашатаем от Австрии была Адриана Цартль.

## Предыстория
Перед участием на Евровидение-1997 Австрия уже принимала участие в этом конкурсе 33 раза с момента своего дебюта в 1957 году. За это время страна выигрывала Евровидение только однажды: в 1966 году в Люксембурге с песней Merci, Chérie в исполнении Удо Юргенса. В 1967 году Австрия впервые проводила конкурс у себя в бальном зале дворца Хофбург в Вене. Помимо этого, Австрия семь раз оказывалась на последнем месте. В последний раз это произошло в 1991 году в Риме с песней Venedig im Regen в исполнении Томаса Форстнера. Трижды Австрия получала ноль очков: в 1962, 1988 и 1991 годах. На Евровидение-1996 Австрию представлял Георг Нуссбаумер с песней Weil's dr guat got, где он занял десятое место, набрав 68 очков.

## До «Евровидения»
Начиная с 1957 года австрийский вещатель ORF занимается организацией отбора заявки страны на конкурс Евровидение. В прошлые годы вещатель использовал разные методы отбора, будь то внутренний отбор, национальный финал или смешанный отбор, когда выбирали только песню, в то время как артист был утверждён внутри телекомпании. В 1995-96 годах ORF использовало внутренний отбор, когда артист и песня утверждались внутри телекомпании. Данный метод был применён и в 1997 году.

## Об исполнителе
Беттина Сориат родилась в 1967 году в Линце. Она изучала танцы с Джейн Гарднер в Линце с 1982 по 1985 год, после чего до 1987 года посещала музыкальную школу при Театре на Вене. К моменту своего участия на Евровидение-1997 она играла в таких мюзиклах, как «Робин Гуд», «Шоу ужасов Рокки Хоррора» и «Бриолин». Помимо этого, Сориат также была участницей женской поп-группы Three Girl Madhouse, имевшей коммерческий успех с выходом сингла Always gonna be around you в 1990 году. В составе Three Girl Madhouse певица участвовала в австрийских национальных отборах на Евровидение в 1991 году с песней 1001 и в 1994 году с песней Solitaire. Беттина Сориат участвовала на Евровидение-1996 как бэк-вокалистка Георга Нуссбаумера.

## На «Евровидении»
В 1997 году Европейский вещательный союз внёс изменения в правила касательно квалификации стран. Согласно новым правилам, к конкурсу допускаются страна-победительница Евровидение-1996 и страны, имевшие высокий средний балл за предыдущие четыре конкурса. Средний балл Австрии за предыдущие участия составил 46,5 баллов, что позволило допустить их к участию. Перед конкурсом РТЭ объявило, что букмекеры поставили Австрию на 18-е место. Беттина Сориат выступала под номером 4, между Норвегией и страной-хозяйкой конкурса Ирландией. Её песня была одной из немногих, исполненных без оркестра под минусовку. По итогам голосования Австрия заняла 21-е место из 25, набрав 12 очков. Этот результат привёл Австрию к вылету из конкурса 1998 года и понижению до статуса «пассивного участника». Страна вернулась в 1999 году.
В 1997 году впервые в истории Евровидения было введено телеголосование. Ради эксперимента эта процедура была введена только для пяти стран-участниц. Австрия была одной из них. 12 очков австрийские телезрители присудили стране-победительнице Великобритании. Кроме того, австрийские телезрители также присудили 5 очков России. Россия присудила Австрии 3 очка.

### Голосование
| Очки      | Страна                |
| --------- | --------------------- |
| 12 баллов |                       |
| 10 баллов |                       |
| 8 баллов  |                       |
| 7 баллов  |                       |
| 6 баллов  |                       |
| 5 баллов  | - Венгрия             |
| 4 балла   |                       |
| 3 балла   | - Нидерланды - Россия |
| 2 балла   |                       |
| 1 балл    | - Польша              |

| Очки      | Страна               |
| --------- | -------------------- |
| 12 баллов | Великобритания       |
| 10 баллов | Ирландия             |
| 8 баллов  | Польша               |
| 7 баллов  | Турция               |
| 6 баллов  | Эстония              |
| 5 баллов  | Россия               |
| 4 балла   | Босния и Герцеговина |
| 3 балла   | Германия             |
| 2 балла   | Исландия             |
| 1 балл    | Италия               |